# Amiga Unix
Amiga Unix (parfois appelé Amix) est un port d'Unix System V développé par Commodore International pour ses ordinateurs Amiga entre 1990 et 1992. Fourni à la place d'AmigaOS avec l'Amiga 3000UX, ce fut un des premiers ports de System V sur une architecture basée sur un processeur de la famille Motorola 68000.
Amiga Unix ne disposait d'aucune interface de compatibilité qui aurait permis à des programmes développés pour AmigaOS de fonctionner sans modification sur les ordinateurs qui l’utilisaient, au contraire par exemple d'A/UX, un système d'exploitation comparable développé par Apple. Entre autres parce que les importantes capacités des ordinateurs Amiga en matière de multimédia étaient peu exploitées par les applications disponibles, Amiga Unix échoua à se faire une place dans le marché compétitif des stations de travail Unix des années 1990.
Au contraire de la plupart des versions commerciales d'Unix de l'époque, Amiga Unix était fourni avec le code source des ajouts effectuées par Amiga au système Unix de base, ce qui permettait aux utilisateurs d'étudier et d'améliorer ces parties du système. Ce code n’était toutefois pas publié sous licence libre. Amiga Unix comprenait également de nombreux logiciels libres, comme gcc, un compilateur de C et X Window, et était également fourni avec leur code source.
Comme de nombreux systèmes de type Unix avec de faibles parts de marché, Amiga Unix a disparu avec son développeur, Commodore International.